# تاکاموتو کاتسوتا
تاکاموتو کاتسوتا (انگلیسی: Takamoto Katsuta؛ زادهٔ ۱۷ مارس ۱۹۹۳) راننده خودروی مسابقه‌ای، و راننده رالی اهل ژاپن است که در حال حاضر در مسابقات رالی قهرمانی جهان برای تیم تیم رالی جهانی تویوتا گازو ریسینگ شرکت می کند. کاتسوتا پس از پیروزی غافلگیرکننده در کلاس رالی ۲ فصل ۲۰۱۸ در رالی سوئد به شهرت رسید. او اولین سکوی قهرمانی رالی جهان را در رالی سافاری کنیا ۲۰۲۱ به دست آورد و در جایگاه دوم ایستاد.

تاکاموتو کاتسوتا از فصل ۲۰۲۰ راننده تمام وقت تیم رالی جهانی تویوتا گازو ریسینگ در مسابقات رالی قهرمانی جهان است.

## حرفه ورزشی

### اوایل حرفه
کاتسوتا در ناگویا ژاپن به دنیا آمد. او کارتینگ را در سن ۱۲ سالگی آغاز کرد. پس از موفقیت متوسط در این ورزش، در سال ۲۰۱۰ به مسابقات فرمول ژاپن را رفت و در این مسابقات حضور پیدا کرد و در نهایت در سال ۲۰۱۱ در سن ۱۸ سالگی قهرمان این مسابقات شد.

### ۲۰۱۲–۲۰۱۴: سالهای حضور در فرمول ۳
با وجود موفقیت‌های بسیار زیاد کاتسوتا در مسابقات فرمول ژاپن، تیم تامز (TOM'S) او را استخدام کرد تا یکی از راننده‌های خود برای مسابقات قهرمانی فرمول ۳ ژاپن در سال ۲۰۱۲، در کلاس ملی باشد. او در این مسابقات و در مجموع در رده سوم ایستاد و در نهایت به عنوان راننده قهرمانی تمام وقت در سال ۲۰۱۳ ارتقاء یافت. کاتسوتا در سال ۲۰۱۳ با پیروزی در دو مسابقه موفقیت بزرگی را تجربه کرد و در مجموع به مقام دوم در رده بندی کلی رسید و رانندگانی مانند کاتسوماسا چیو و یکی از اعضای آینده اکادمی رانندگان جوان مک‌لارن، نوبوهارو ماتسوشیتا را شکست داد.

۲۰۱۴ آخرین فصل کاتسوتا در فرمول ۳ ژاپن بود. او در این فصل هم با عملکردی متوسط و کسب دو پیروزی دیگر در رده بندی کلی در جایگاه چهارمی فصل را به پایان رساند.

### ورود به رالی
کاتسوتا در آخرین سال حضور خود در مسابقات فرمول ۳ ژاپن، همزمان مسابقات رالی را در سطح محلی آغاز کرد. او با تویوتا جی‌تی۸۶ در کلاس نوجوانان ۵ مسابقات رالی ژاپن (مسابقاتی که پدرش، نوریهیکو، هشت بار برنده آن شده بود) حضور پیدا کرد. 

کاتسوتا در دومین رویداد خود، مسابقات رالی هایلند مسترز، برنده کلاس خود شد و در مجموع در جایگاه دهم قرار گرفت. هدف نهایی او انتخاب شدن توسط تویوتا به عنوان راننده توسعه این تیم بود.

پس حضور در رالی های زیاد کاتسوتا مورد توجه رئیس آینده تیم تیم رالی جهانی تویوتا گازو ریسینگ و قهرمان چهار دوره رالی در مسابقات رالی قهرمانی جهان، تومی مکینن قرار گرفت و در کنار هیروکی آرای برای برنامه توسعه این تیم انتخاب شد.

### ۲۰۱۷: تبدیل شدن به راننده تمام وقت رالی
از سال ۲۰۱۷، کاتسوتا در یک برنامه مسابقات قهرمانی رالی جهانی در کلاس رالی ۲ به همراه هیروکی آرای شرکت خواهد کرد. کاتسوتا در رالی های های محلی خارج از فنلاند نیز شرکت خواهد کرد. او برای این فصل مارکو سالمینن را به عنوان کمک راننده خود انتخاب کرد.

### ۲۰۱۹: اولین حضور در رالی قهرمانی جهانی
در اواخر فصل ۲۰۱۸، تویوتا اعلام کرد که قصد دارد در نهایت تا سال ۲۰۲۰ کاتسوتا را به بالاترین کلاس مسابقات رالی قهرمانی جهان بیاورد. او سال ۲۰۱۹ را در رقابت در کلاس رالی ۲ با تامی مکین ریسینگ گذراند.
پس از دو فصل همکاری با با الفین ایوانز، دانیل باریت به عنوان کمک راننده کاتسوتا برای فصل ۲۰۲۰ بازگشت.